# Aminatou Haidar

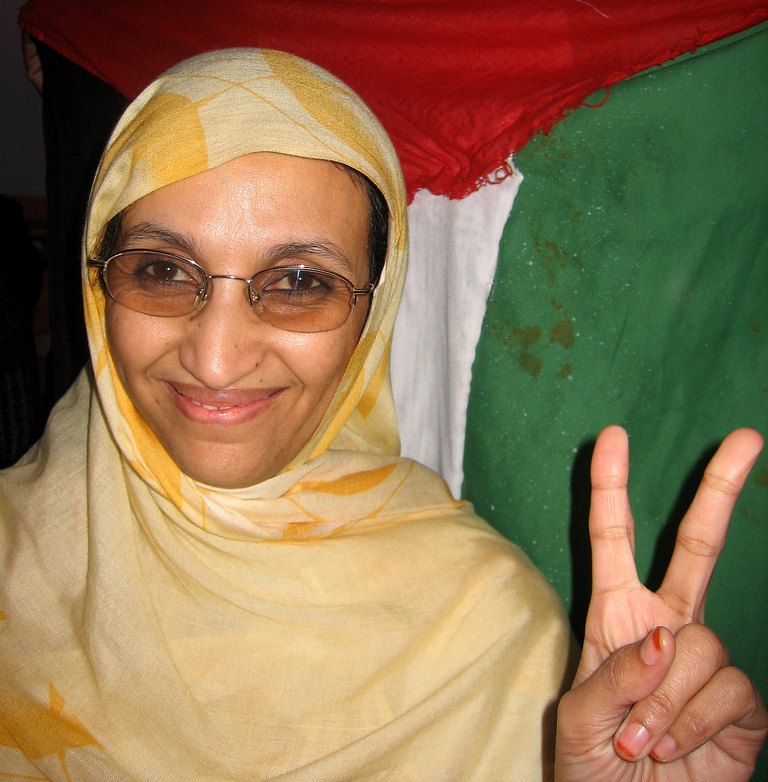
Aminatou Haidar (2006)

Aminatou Haidar (arabisch أمنتو حيدار, DMG Aminatū Ḥaidār; * 24. Juli 1966 in Akka, Provinz Tata, Marokko) ist eine Menschenrechtsaktivistin, die sich für die politische Selbstbestimmung der Westsahara einsetzt.

## Leben
Haidar wurde im Süden Marokkos in einem Gebiet geboren, in dem Sahrauis siedelten. Ihr Studium der Literaturwissenschaft an der Universität in El Aaiún schloss sie 1994 mit einem Examen ab. Sie ist alleinerziehende Mutter zweier Kinder und lebt als Verwaltungsangestellte in El Aaiún.
Bekanntheit erlangte sie vor allem durch ihren Einsatz für die politische Selbstbestimmung der Westsahara, eines Landes, das bis 1975 eine Kolonie Spaniens war und anschließend aufgrund loser historischer Bindungen in der vorkolonialen Zeit von Marokko und Mauretanien besetzt wurde. Während sich Mauretanien 1979 aus der Westsahara zurückzog, kontrolliert Marokko seither etwa zwei Drittel der Gesamtfläche des Landes. Die Vereinten Nationen verlangen die Durchführung eines Referendums über den endgültigen völkerrechtlichen Status des Gebietes (vgl. Westsaharakonflikt).
Als sich Haidar 1987 an einer Demonstration beteiligte, die mit friedlichen Mitteln die Durchführung des Referendums verlangte, wurde sie von marokkanischen Sicherheitskräften verhaftet. Sie wurde gemeinsam mit 17 weiteren Frauen vier Jahre ohne Anklage oder Gerichtsbeschluss an einem geheimen Ort festgehalten. Nach eigenen Angaben wurde sie während dieser Zeit mehrfach gefoltert.
Nach 1991 setzte sie sich mehrfach für bessere Haftbedingungen von politischen Gefangenen in der Westsahara ein. Am 17. Juni 2005 wurde Haidar zusammen mit den Menschenrechtsaktivisten Fatma Ayach und Houssein Lidri während einer Demonstration erneut verhaftet. Nach einem Bericht von Amnesty International fügten marokkanische Polizisten den Demonstranten Kopfverletzungen mit Schlagstöcken zu. Die Wunden Haidars mussten im Hassan-Belmehdi-Krankenhaus mit zwölf Stichen genäht werden. Anschließend wurde sie drei Tage lang verhört und wegen angeblich gewaltsamer Proteste und der Angehörigkeit zu einer verbotenen Organisation angeklagt. Sie verbüßte eine siebenmonatige Haft in einem als Schwarzes Gefängnis bekannten Kerker in El Aaiún. Zwischen dem 8. August 2005 und dem 29. September 2005 trat Haidar in einen Hungerstreik, um für sich und ihre Mitgefangenen bessere Haftbedingungen zu erreichen. Auf freien Fuß gelangte sie, nachdem sich 178 Abgeordnete des Europäischen Parlamentes in einer Petition für sie verwandt hatten.

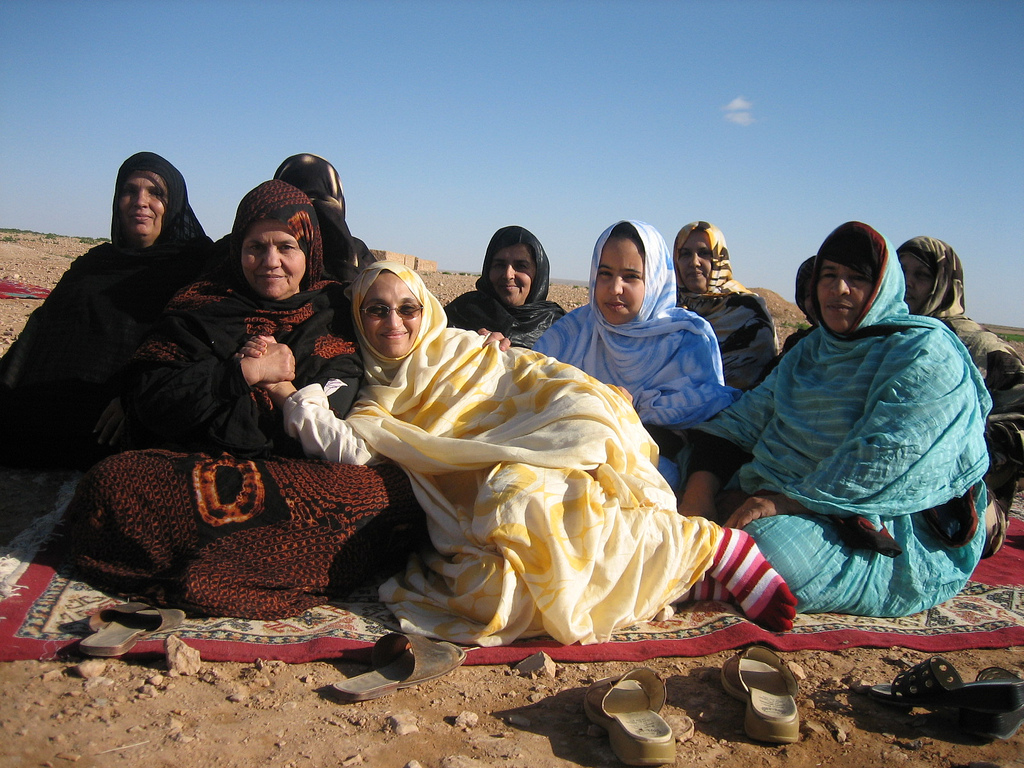
Aminatou Haidar in Lemleihess, 35 Kilometer östlich von El Aaiún

Erneut in die Schlagzeilen geriet Aminatou Haidar im November 2009, als ihr nach einem Aufenthalt in den Vereinigten Staaten, wo sie mit dem Civil Courage Prize ausgezeichnet worden war, die Einreise in ihr Heimatland verweigert wurde. Die marokkanischen Behörden nahmen ihr auf dem Flughafen von El Aaiún den Pass ab, weil sie auf dem Einreiseformular als Staatsangehörigkeit „sahrauisch“ (und nicht marokkanisch) angegeben hatte. Nach diesem Akt des zivilen Ungehorsams schob Marokko sie auf die zu Spanien gehörende Insel Lanzarote ab. Die spanischen Behörden untersagten ihr die Rückreise in die Westsahara mit der Begründung, sie sei nicht im Besitz eines gültigen Passes. Daraufhin begann sie am 14. November 2009 auf dem Flughafen Arrecife einen weiteren Hungerstreik. Am 32. Tag ihres Streikes, am 17. Dezember 2009, musste sie wegen Flüssigkeitsmangels und blutigen Erbrechens in ein Krankenhaus eingeliefert werden. Kurz darauf erlaubte ihr Spanien die Ausreise in die Westsahara, wo sie am Morgen des 18. Dezember  2009 eintraf. Ihr Fall hatte zuvor weltweit für Aufmerksamkeit gesorgt und zu einer politischen Kontroverse in Spanien geführt.
Medien und Anhänger bezeichnen Aminatou Haidar wegen ihres gewaltfreien Widerstandes seit längerem als „Gandhi der Westsahara“. Angebote der spanischen Regierung, die ihr mehrfach politisches Asyl und die Staatsangehörigkeit in Aussicht stellte, schlug sie aus. Für Haidar setzten sich unter anderem der portugiesische Schriftsteller und Nobelpreisträger José Saramago, der Filmregisseur Pedro Almodóvar und der Musiker Brian Eno ein.

## Auszeichnungen
Aminatou Haidar wurde für ihre Arbeit mehrfach ausgezeichnet:
- Juan-Maria-Bandrés-Preis (2006)
- Robert F. Kennedy Human Rights Award (2008)
- Civil Courage Prize (2009)
- Bremer Solidaritätspreis (2013)
- Right Livelihood Award (2019)[8]

Im Februar 2008 schlug sie das American Friends Service Committee für den Friedensnobelpreis vor.